# Noyau de Poissy
Pour les articles homonymes, voir noyau.

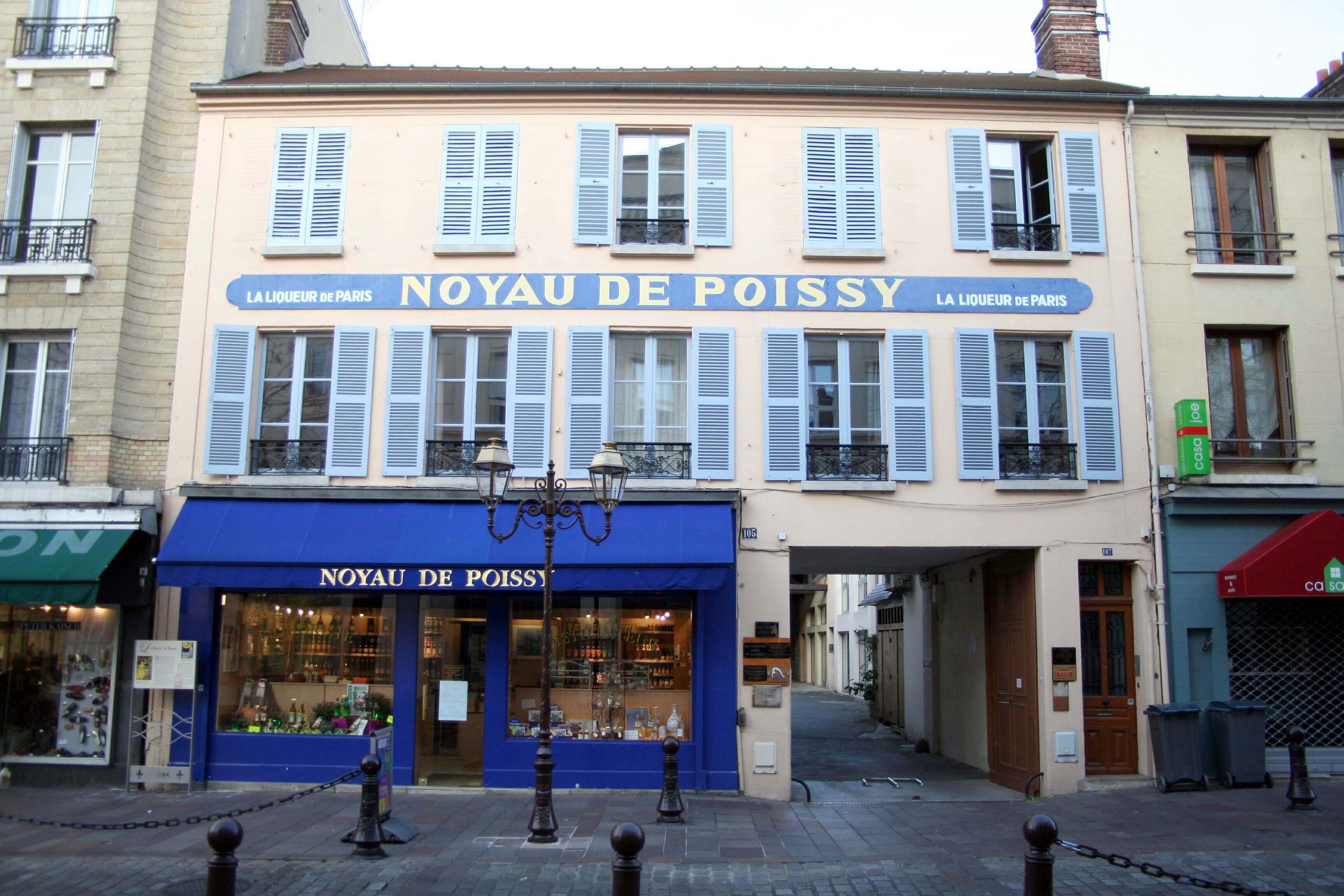
La boutique du Noyau de Poissy, rue du Général-de-Gaulle.

Le Noyau de Poissy est une liqueur à base d’amandons de noyaux d’abricots, macérés ou distillés dans un alcool surfin, en présence, selon les recettes, de fine eau de vie de vin, enrichie de plantes et subtilement aromatisée.
Il existe donc 2 liqueurs Noyau de Poissy :
- le Gobelet d'Argent titre 25 % d’alcool, est de couleur ambré et offre un parfum d'amande douce agréablement porté par une fine note d'Armagnac ;
- le Sceau de Saint Louis est un spiritueux à 40 % d'alcool, est transparent et exprime un parfum élégant, puissant et très expressif d'amande douce aux notes de frangipane et de fleur d'oranger.

Il convient d'y ajouter : 
- Le Noyau de Vernon, infusion de noyaux et d'amandes de cerises mélangées à de l'eau-de-vie de kirsch. Une distillerie, portant le nom de ce spiritueux, a vu le jour au XIXe siècle dans la ville de Vernon avant de disparaître dans les années 1980 et voir continuer la production de sa recette par la société Vedrenne.

## Histoire
L'origine de cette liqueur remonterait au XVIIe siècle à Poissy,, où elle était servie dans les auberges et hôtelleries lors des fameux marchés aux bestiaux de la ville.
Depuis lors, le Noyau de Poissy est resté fidèle tant à son berceau natal qu'à sa recette originale.
La Distillerie du Noyau de Poissy est aujourd'hui la dernière distillerie aux méthodes artisanales d'Île-de-France.
Vers 1750, Violleau fabrique une liqueur ambrée, issue de la macération de noyaux. En 1826, cette boisson obtient une récompense instituée par la duchesse de Berry « le Gobelet d'argent ».
En 1882, la fabrication est reprise par Alphonse Dumont.
En 1909, Joseph Duval dépose un brevet pour la marque de Noyau de Poissy.
En 1955, Dumont cède son entreprise à Duval.
L'usine est construite en 1910 par Joseph Duval puis restaurée en 1979. C'est désormais l'atelier de distillation.
Cet atelier de distillation continue à fonctionner dans les locaux historiques en plein centre-ville,.
L'assemblage final et la mise en bouteille sont réalisés en Bourgogne sur le site du liquoriste Vedrenne à Nuits-Saint-Georges. La Distillerie du Noyau de Poissy est devenue une des composantes de ce groupe familial Vedrenne depuis 1999.